# Мосбах (Горњи Палатинат)
Мосбах (њем. Moosbach) град је у њемачкој савезној држави Баварска. Једно је од 38 општинских средишта округа Нојштат ан дер Валднаб. Према процјени из 2010. у граду је живјело 2.488 становника. Посједује регионалну шифру (AGS) 9374137.

## Географски и демографски подаци
Мосбах се налази у савезној држави Баварска у округу Нојштат ан дер Валднаб. Град се налази на надморској висини од 498–771 метра. Површина општине износи 63,8 km². У самом граду је, према процјени из 2010. године, живјело 2.488 становника. Просјечна густина становништва износи 39 становника/km².